# Marathrum capillaceum
Marathrum capillaceum là một loài thực vật có hoa trong họ Podostemaceae. Loài này được (Pulle) P.Royen mô tả khoa học đầu tiên năm 1951.